# Stengölen (Kristbergs socken, Östergötland)
Stengölen är en sjö i Motala kommun i Östergötland och ingår i Motala ströms huvudavrinningsområde.